# Madel
Madel S.p.A. je italská společnost vyrábějící drogistické a kosmetické výrobky. Společnost s rodinnou tradicí byla založena v italském městě Cotignola v provincii Ravenna v roce 1977. Se sortimentem, který zahrnuje téměř 300 různých produktů v oblasti osobní hygieny, úklidu a péče o domácnost se společnost Madel řadí mezi největší rodinné výrobce v Itálii.

## Poslání společnosti
Posláním společnosti Madel je vyrábět kvalitní inovativní produkty šetrné k životnímu prostředí. Součástí snahy o udržitelný rozvoj životního prostředí je také dodržování ekologického programu AISE a členství v organizaci Assocasa a Unipro.

## Winni's
Společnost Madel je výrobcem ekologické řady výrobků značky Winni's. Výrobky Winnis neobsahují žádné deriváty živočišného původu ani bělící činidla a jsou svým složením rostlinného původu vhodné pro i alergiky.

## Zastoupení v ČR a na Slovensku
Distribuci zboží Madel v České republice zajišťuje společnost MADEL CZ, spol. s r.o..